# 虞思
虞思（?—?），是上古时期夏朝人。
相传他是舜的后裔，夏朝虞国（今河南省虞城县）的国君。夏朝太康失位，东夷有穷氏的领袖后羿夺取了中康、相的政权。寒浞杀死后羿，相的儿子少康逃奔有虞氏，担任庖正，虞思以两个女儿二姚为少康之妻，虞思帮助少康复位。

## 影視形象

### 電視劇
| 演員   | 年份   | 作品         |
| 王正平 | 1987年 | 《古夏血觞》 |